# C2C (zespół muzyczny)
C2C, wcześniej Coups2Cross – francuska grupa turntablistyczna założona w 1998 roku w Nantes.
Zespół składa się z czterech członków: 20Syla i Greema z Hocus Pocus oraz Atoma i Pfela z Beat Torrent, wszyscy pochodzą z Nantes.

## Dyskografia
- Tetra (2012)